# 智利蠕蛇鰻
智利蠕蛇鰻，為輻鰭魚綱鰻鱺目糯鰻亞目蛇鰻科的其中一種，分布於東南太平洋的Desventuradas群島Juan Fernández群島海域，棲息深度425-820公尺，體長可達28.4公分，棲息在沙石底質海域，屬肉食性，生活習性不明。

## 擴展閱讀
維基物種上的相關：智利蠕蛇鰻